# Walckenaeria pallida
Walckenaeria pallida là một loài nhện trong họ Linyphiidae.
Loài này thuộc chi Walckenaeria. Walckenaeria pallida được James Henry Emerton miêu tả năm 1882.